# Годенпейл
Годенпейл (нід. Hodenpijl) — селище в нідерландській провінції Південна Голландія. Входить до муніципалітету Мідден-Делфланд.
У 1817—1855 роках мало статус окремого муніципалітету.